# روزبه گیلاسیان
روزبه گیلاسیان (۱۳۵۸ در گرگان -)، نویسندهٔ چپ‌گرای آثار فلسفی است. گیلاسیان در آثارش با نگاهی فلسفی به وضعیت سیاسی و اجتماعی جامعهٔ ایران می‌پردازد و جوانب گوناگون آن را نقد می‌کند. وی دانش‌آموختهٔ رشتهٔ عمران از دانشگاه خواجه نصیرالدین طوسی در مقطع کارشناسی، و رشتهٔ فلسفه‌ی علم از دانشگاه شریف در مقطع کارشناسی ارشد است. اغلب کتاب‌های وی از جمله انسان ماه بهمن (جستاری در سیاست‌های تربیتی از انقلاب ۵۷ تا امروزه) که در آن به تحلیل تحول سیاست‌های کنترلی زندان‌ها و دانشگاه‌ها روی زندانیان و دانشجویان پرداخته‌است، موفق به کسب مجوز چاپ از سوی وزارت ارشاد نشده و به صورت مستقل و اینترنتی انتشار یافته‌اند. گیلاسیان به خاطر جلسات کتابخوانی منظمی که به اتفاق همسرش در منزل خود با عنوان «پاتوق گرگان» ترتیب می‌دادند به اقدام علیه امنیت کشور متهم و به یک سال حبس تعزیری محکوم شد و از ۲ بهمن ۱۳۹۶ در زندان امیرآباد گرگان به سر می‌برد.

## آثار

### کتاب‌ها
- فلسفه در خیابان: عبور از فوکو و بودریار، تهران: روزبهان، ۱۳۸۹.
- فیلسوف کوچولو: کتابی که باید بچه‌ها برای بزرگ‌ترها بخوانند، تهران: آفرینگان، ۱۳۹۱.
- نابهنگام: مبانی یک ستیزه‌جویی علیه وضعیت.
- جزوهٔ انقلاب، نشر الکترونیکی مایندموتور، بهمن‌ماه ۱۳۹۱.
- کتاب مضاعف، نشر الکترونیکی، فروردین‌ماه ۱۳۹۱.
- انسان ماه بهمن: جستاری در سیاست‌های تربیتی از انقلاب ۵۷ تا امروز، ۱۳۹۳.
- اکنون دانشگاه
- فال‌های عاشقانه
- از تعقیب تا زندان: آشنایی با حقوق متهمان و محکومان سیاسی و امنیتی، بر اساس آخرین اصلاحات قانون، ۱۳۹۶.

### مقالات
- شیوه‌های فوکریی و بودریاری تخیل، خیال، ش ۱۸، تابستان ۱۳۸۵: ص ۱۶۵–۱۵۲.
- ژان بودریار از واقعیت بیرون افتاد، گفتگو، شماره ۴۸، اردیبهشت ۱۳۸۶: ۱۵۴–۱۵۱.
- انقلاب را به خاطر بسپار، انقلابی مردنی است، در پایگاه اینترنتی میدان.

## دستگیری و زندان
روزبه گیلاسیان در تاریخ ۲۳ آذرماه ۱۳۹۴ به همراه الهه سروش نیا در گرگان و در منزل مسکونی‌شان بازداشت شدند. این دو نویسنده طی تنها تماس تلفنی که با بستگان خود داشتند، خبر دادند که در بازداشت اطلاعات سپاه هستند. کانون نویسندگان ایران نیز، طی روزهای گذشته با انتشار اطلاعیه‌ای به بازداشت این دو نویسنده اشاره و اعتراض کرده‌است. این دو نهایتاً در تاریخ ۹ دی‌ماه ۱۳۹۴ آزاد شدند.
گیلاسیان دربارهٔ اتهام خود، به تشکیل «پاتوق گرگان» اشاره کرده و نوشته‌است که دادگاه انقلاب گرگان او را به دلیل «تشکیل شبه‌جمعیت پاتوق گرگان» به اقدام علیه امنیت کشور متهم و در دادگاه به پنج سال حبس و با یک درجه تخفیف به دو سال حبس محکوم کرده‌است. دادگاه تجدید نظر در نهایت این حکم را به یک سال کاهش داده‌است. گیلاسیان در نهایت از روز ۲ بهمن ۱۳۹۶ برای اجرای این حکم به زندان امیرآباد گرگان رفت. «پاتوق گرگان» جلسات کتاب‌خوانی منظمی بود که گیلاسیان در منزل شخصی خود در گرگان برگزار می‌کرد. گیلاسیان پیش از رفتن به زندان، کتابی با عنوان «از تعقیب تا زندان» در رابطه با جرایم سیاسی و امنیتی در ایران، روند رسیدگی به آن‌ها و حقوق متهمان و محکومان با تکیه بر تجربهٔ خودش نوشت که این کتاب پس از به زندان رفتنش در اینترنت منتشر شد.